# Sołdek

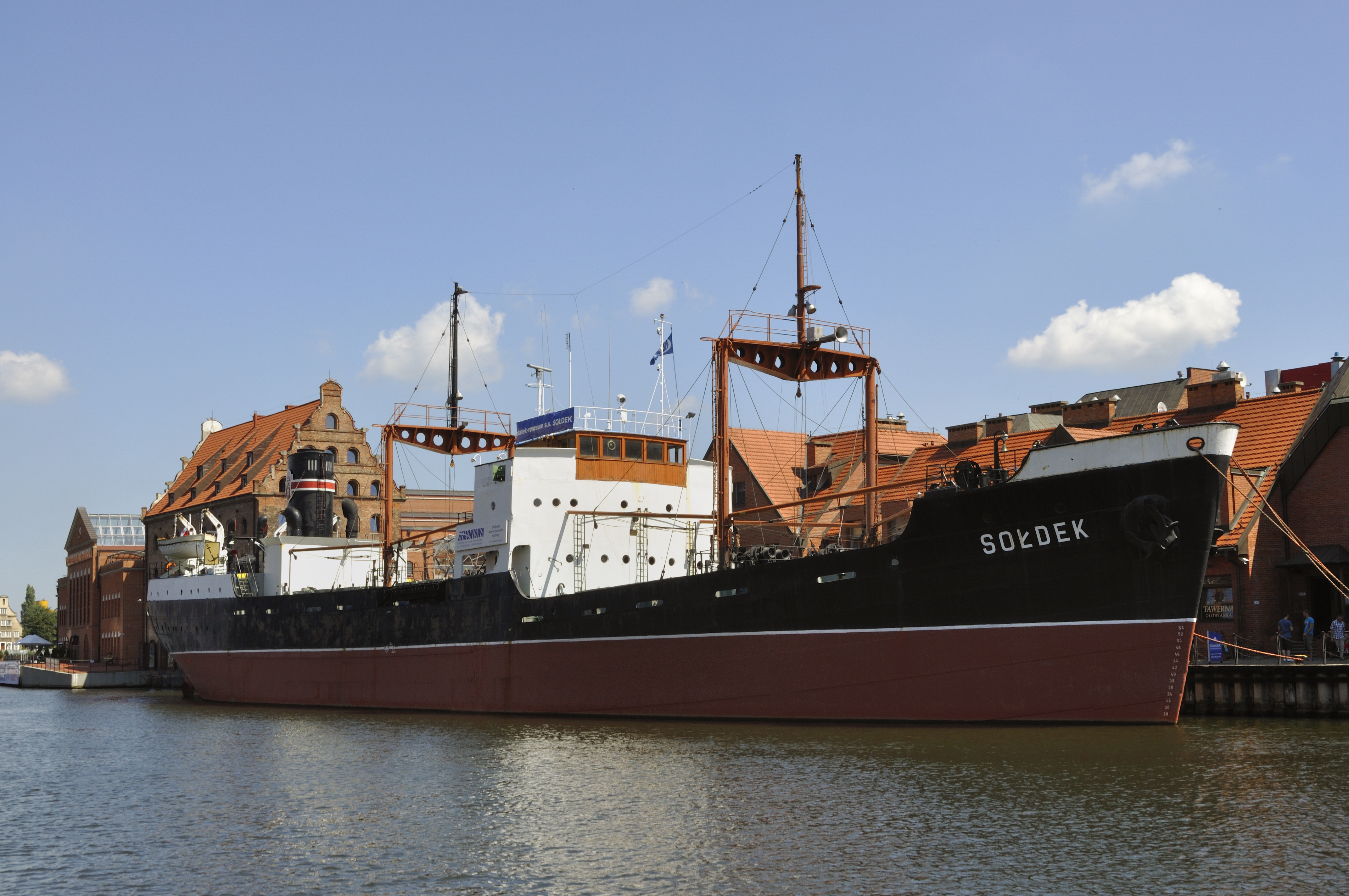
Le SS Sołdek aujourd'hui navire-musée à Gdańsk

Le SS Sołdek est un navire minéralier polonais. Il fut le premier navire de haute mer construit en Szczecin (Pologne) après la Seconde Guerre mondiale et le premier d'une classe de 29 navires construits dans le cadre du projet B30, de 1949 à 1954 à Stocznia Gdańska, les chantiers navals de Gdańsk, et dont la plupart seront livrés à l'URSS. 
Il fut lancé le 6 novembre 1948 et entra en service en octobre 1949. Le nom fut donné en l'honneur de Stanisław Sołdek (1916-1970), l'un des « travailleurs de choc » du chantier naval et traceur de coques. 
Le bateau cessa de naviguer en 1980 et fut acquis en 1981 par le musée maritime polonais. Il fut restauré et remis dans son apparence d'origine et est désormais un navire musée, amarré devant Les Greniers à Gdańsk où l'on peut le visiter aujourd'hui.

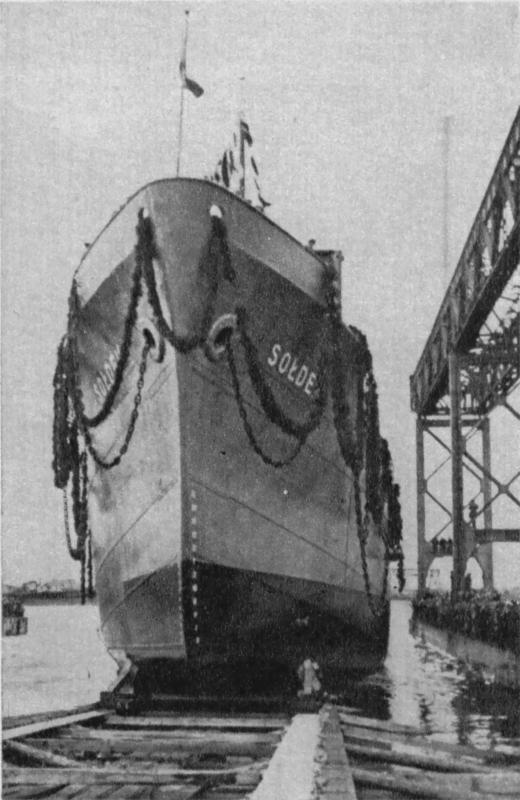
Lancement du Sołdek en 1948
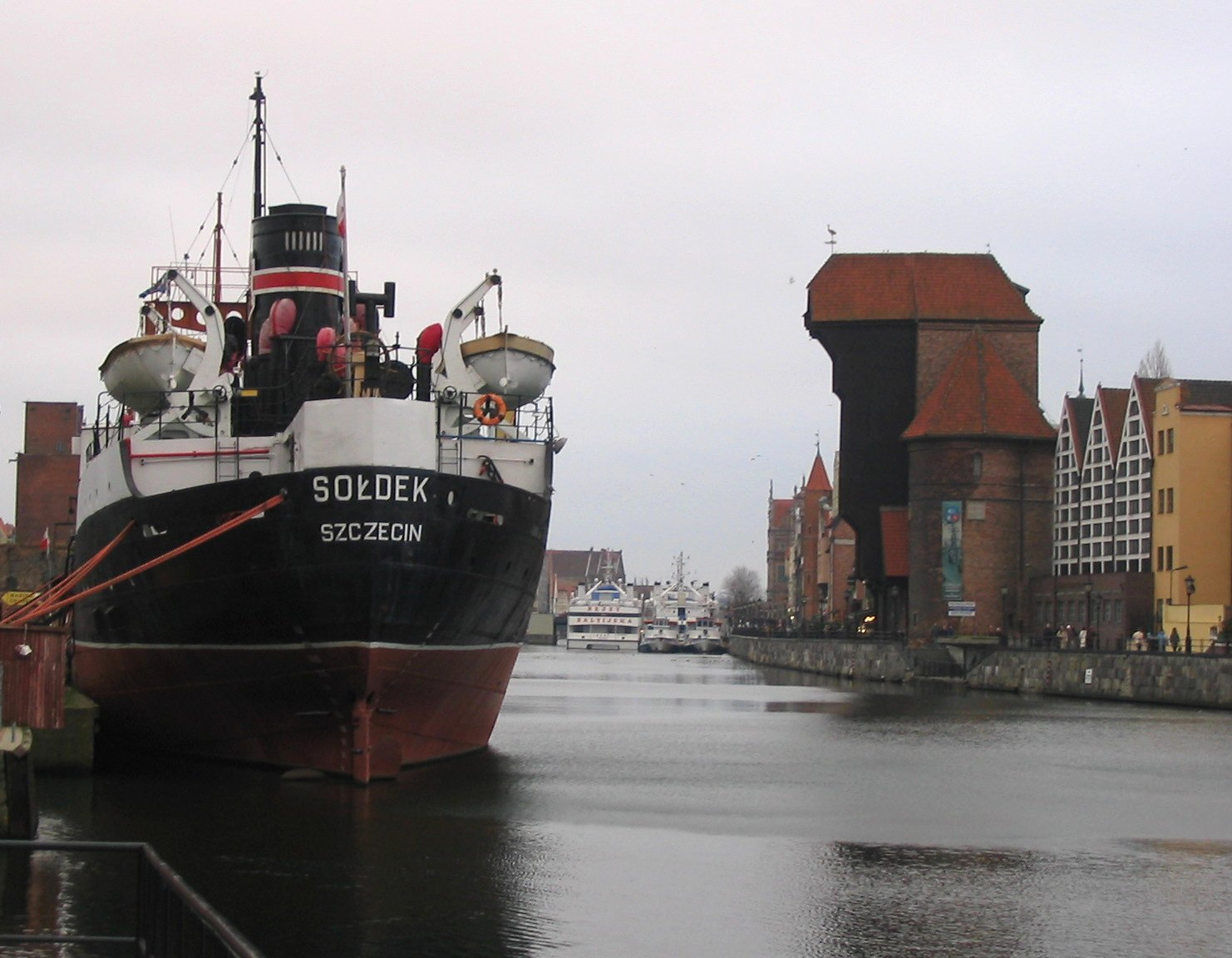
La poupe du navire à quai à Gdansk
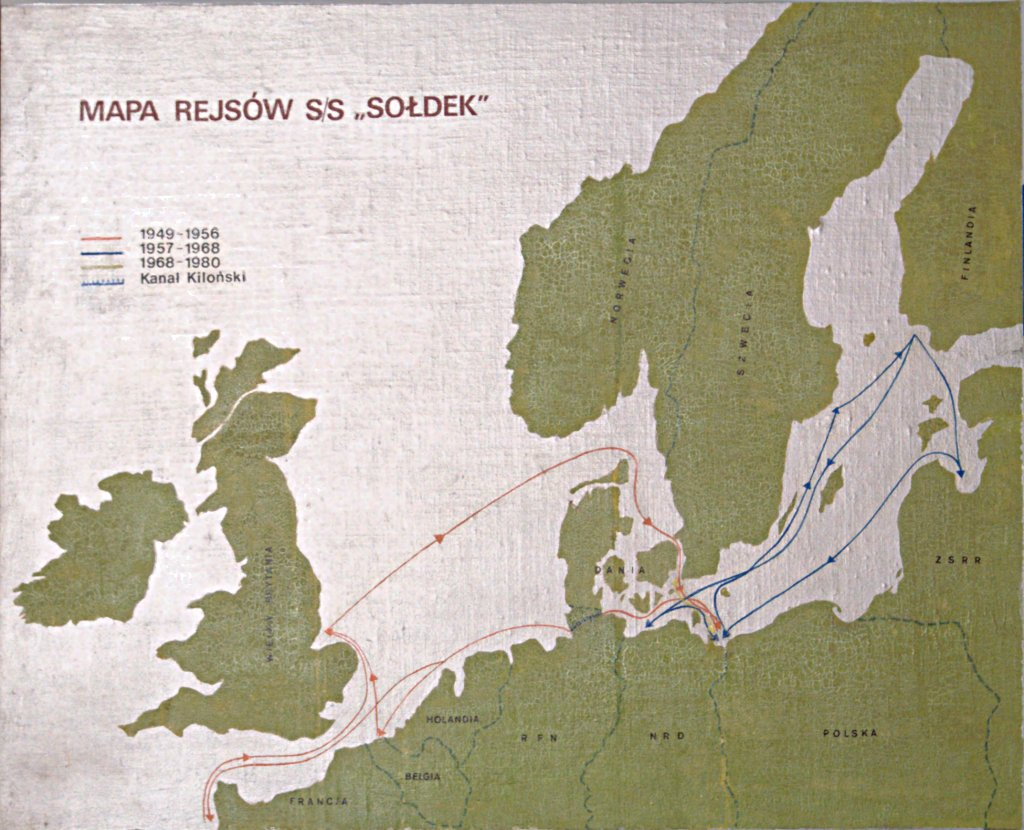
Les routes maritimes desservies
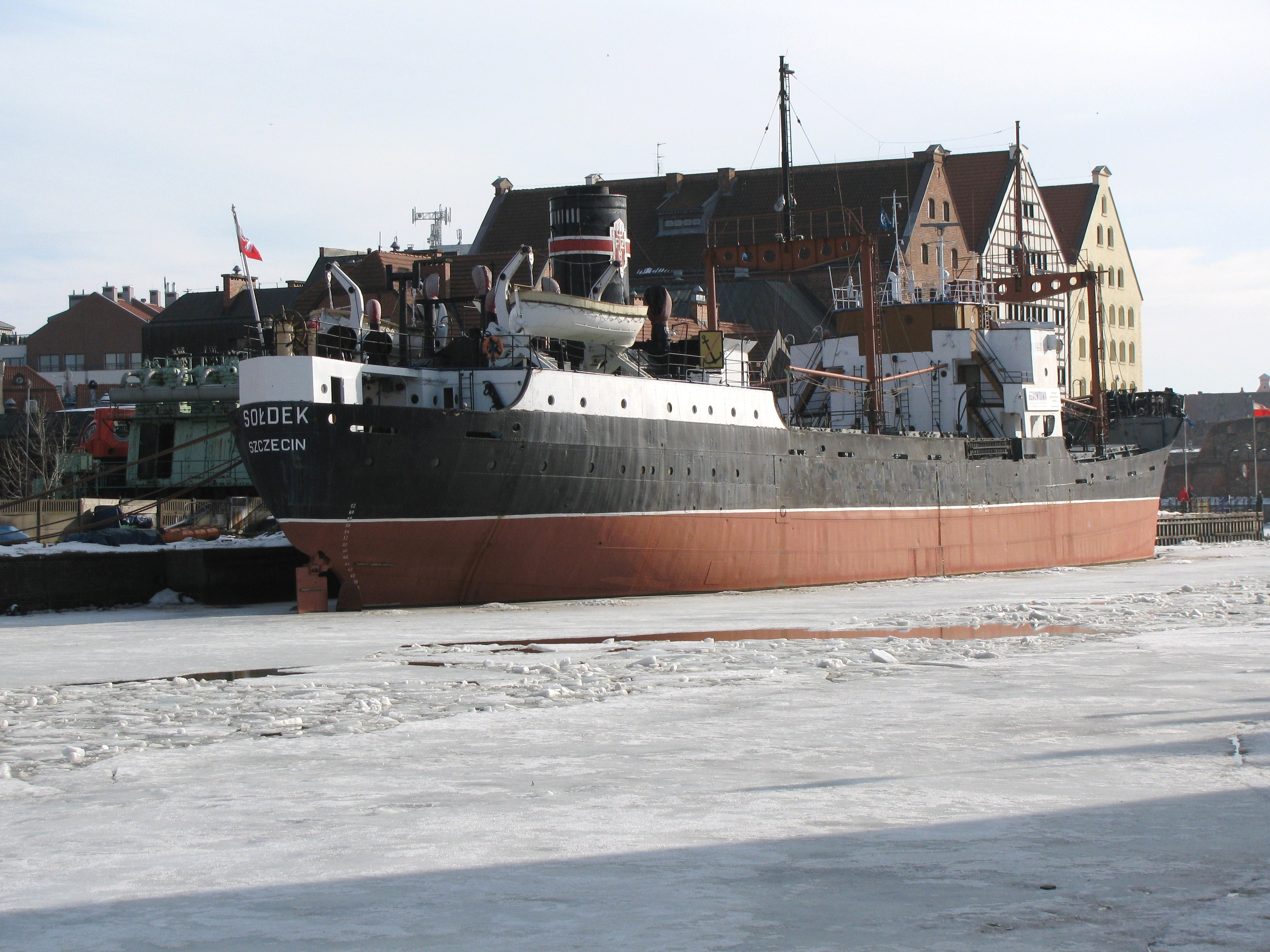
En février 2010, dans les glaces
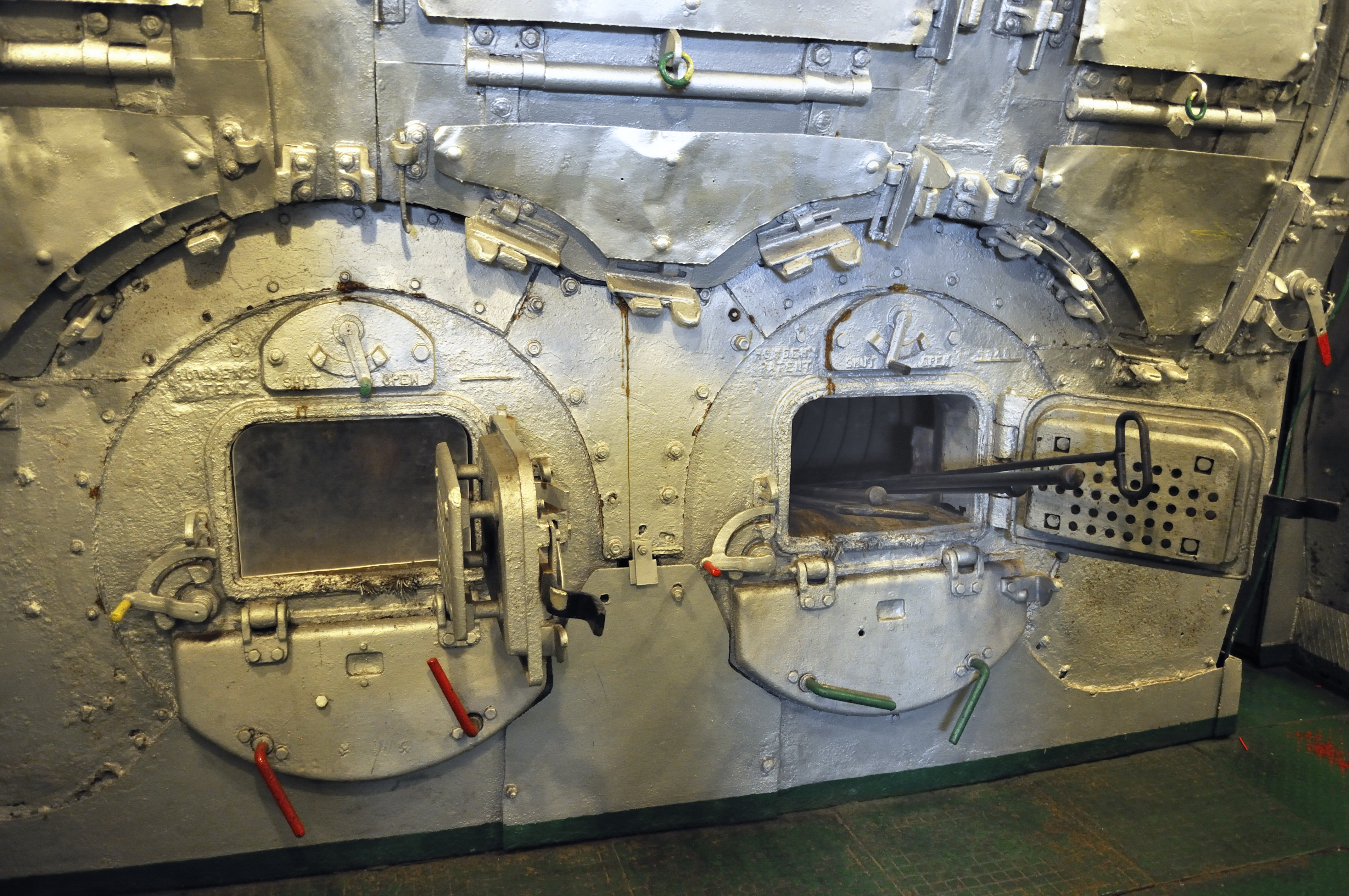
Chaudières

## Source
- (en) Cet article est partiellement ou en totalité issu de l’article de Wikipédia en anglais intitulé « SS Sołdek » (voir la liste des auteurs).